# Johann Michael Böhm
Johann Michael Böhm (auch Böhme) (* ca. 1685; † ca. 1753) war ein deutscher Flötist, Oboist, Komponist und Konzertmeister.

## Leben
Er wurde in Dresden ausgebildet, war dann unter Melchior Hoffmann und Johann Georg Pisendel Mitglied des von Telemann gegründeten Collegium musicums in Leipzig.
Im Jahre 1711 war er an der Aufführung der Oper Telemach am Darmstädter Hof neben Gastviolinist Johann Georg Pisendel, dem Tenor Konstantin Knöchel (1679–1725) in der Titelrolle des Telemach und der Sopranistin Johanna Elisabeth Döbricht als Nymphe Kalyposo engagiert. Böhm verblieb danach in Darmstadt und erhalten dort ein festes Engagement. Bis 1729 war er Musiker in Darmstadt, wo er schließlich Konzertmeister wurde.
Während seiner Zeit im Dienst des Darmstädter Hofes reiste Böhm als Interpret weit umher. 1712 wurde er von Georg Philipp Telemann, der sein Schwager war, eingeladen in Frankfurt am Main aufzutreten.
Telemann rechnete Böhm in seinem Lebenslauf zu den Musicos, die man jetzo unter die berühmtesten zählet. Als in Dreßden excelliret Mr. Pisendel auf der Violine; In Darmstadt Mr. Böhm auf der Hautbois, Flûte traverse und Flûte à bec.
1715 spielte er an der Oper in Hamburg. Bei mehreren Reisen nach Leipzig, von denen er behauptete, sie dienten dazu seine Studien zu vertiefen, wird vermutet, dass er an den Aufführungen mehrerer Kantaten von Johann Sebastian Bach teilnahm, die einen äußerst fähigen Blockflötisten erforderten. Im Jahr 1716 war er einer der Widmungsträger von Telemanns Kleiner Kammermusik.
Im Jahr 1729 entfernte er sich ohne Genehmigung des Landgrafen vom Darmstädter Hof und trat in den Dienst des baden-württembergischen Hofes in Ludwigsburg, zunächst als Bläser und Kammermusiksekretär, später als Konzertmeister. Dort trat er 1753 in den Ruhestand.

„Obwohl Böhm ein geschätztes Mitglied der [Darmstädter] Hofkapelle war, einen Teil der Instrumentalmusik leitete und ein hohes Gehalt bezog (1718 war er das vierthöchstbezahlte Mitglied), behauptete er nach seinem Weggang, dass der Landgraf seine Bitten um zeitweiligen Urlaub wiederholt ignoriert habe und dass er seine Familie nicht mehr ernähren könne, weil er mit seinem Gehalt so verzweifelt im Rückstand sei. Auf den Vorwurf, er habe Musik und Instrumente des Hofes gestohlen, entgegnete Böhm, er habe nur seine ‚eigenen Telemann-Sachen‘ mitgenommen, von denen es ‚fast so viele‘ gab, wie der Geiger Johann Samuel Endler besaß.“

## Werk
- Trio G-Dur für Viola d’amore, Oboe d’amore und Fagott
- Concerto in G major